# Westfalentower
Der Westfalentower ist ein Hochhaus in Dortmund an der B 1 (Westfalendamm) und nach dem RWE Tower und dem Telekom-Hochhaus Dortmund das dritthöchste Bürogebäude der Stadt. Das Gebäude misst bei 22 Etagen insgesamt 86 Meter Höhe und bietet ca. 9000 m² Grundstücksfläche. Der Westfalentower weist eine gesamte Bruttogeschossfläche von knapp 28.000 m² auf und verfügt über ein dreistöckiges Parkhaus.
Am 25. November 2009 wurde in Anwesenheit des Dortmunder Oberbürgermeisters Ullrich Sierau das Richtfest für den Büroturm gefeiert.
Seit Oktober 2010 produziert und sendet die Produktionsfirma Westcom die Sendung Sat.1 NRW aus dem neuen Studio im Westfalentower.
Anfang 2012 standen 90 Prozent der Gesamtfläche leer. Eigentümer ist der inzwischen geschlossene Fonds Euroreal der Credit Suisse.
Ende Mai 2012 wurde bekanntgegeben, dass die Credit Suisse für das Bürogebäude innerhalb der kommenden fünf Jahre einen Käufer finden muss.
Mittlerweile ist sichtbar, dass der Leerstand erheblich gesunken ist. Das Gebäude wird seit 2014 größtenteils von der Commerzbank AG genutzt. Die Firma unterschrieb Ende 2014 einen Mietvertrag für die Nutzung von über 46 % der Gesamtmietfläche im Haus. Ein weiterer Großmieter ist die ProSiebenSat1.AG mit ihrem Weststudio. Weiterhin hat die Amprion GmbH rund 4.400 Quadratmeter Bürofläche im Gebäudeteil Forum angemietet und im Oktober 2023 bezogen.